# Sertãozinho (Paraíba)
Sertãozinho é um município brasileiro do estado da Paraíba, localizado na Região Geográfica Imediata de Guarabira. De acordo com o IBGE (Instituto Brasileiro de Geografia e Estatística), no ano de 2024 sua população foi estimada em 5 282 habitantes.Sua área territorial de 33 km².                                                                                                                            
história: sua História começou na primeira metade do século XIX, sua emancipação ocorreu no dia 29 de Abril de 1994, sendo sua instalação em 01 de janeiro de 1997. Situado na microrregião de Guarabira (a 17 Km) e fica a 120 Km da capital João pessoa.                                                                                                                                                                                                                                 